# Hammam Nbail

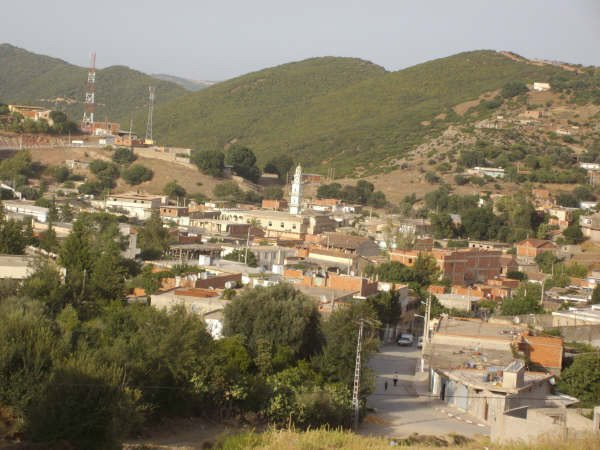
Hammam Nbail

Hammam Nbail (arabisch حمام النبايل) ist eine algerische Stadt in der Provinz Guelma mit 15.854 Einwohnern. (Stand: 1998)

## Geographie
Hammam Nbail wird umgeben von Dahouara im Osten, von Khemissa im Süden und von Khezara im Nordwesten.